# خريطة عالمية
الخريطة العالمية هي مجموعة من الخرائط الرقمية التي تغطي بدقة العالم بأسره للتعبير عن حالة البيئة العالمية. ويتم تطويره من خلال تعاون السلطات الوطنية للمعلومات الجغرافية الفضائية (NGIA) في العالم. وفي عام 1992، دعت وزارة البناء في اليابان (وزارة الأراضي والبنية التحتية والنقل والسياحة الحالية) إلى مبادرة لتطوير الخريطة العالمية في إطارالتعاون الدولي، وهي المشروع العالمي لرسم الخرائط.
الخريطة العالمية عبارة عن معلومات جغرافية فضائية رقمية باستبانة 1 كيلومترات والتي تفي بالشروط التالية:بحث جوجل
1.تغطي مساحة الكرة الأرضية
2.مواصفات منسّقة
3.يسهل الوصول إليها من قبل أي شخص بتكلفة هامشة
تتألف المعلومات الجغرافية الفضائية العالمية التي تم تطويرها بوصفها الخريطة العالمية بشكل رئيسي من الطبقات المواضيعية التالية:
- النقل
- الحدود
- التصريف
- المراكز السكانية
- الارتفاع
- الغطاء النباتي(%الغطاء الشجري)
- غطاء أرضي

- استخدام الأرض

## تاريخ
منذ انعقاد مؤتمر الأمم المتحدة المعني بالبيئة البشرية في عام 1972، تم التسليم بأن التحديات البيئية العالمية مسألة مشتركة بين البشرية. "مؤتمر الأمم المتحدة للبيئة والتنمية (قمة الأرض) في البرازيل في عام 1992 تبنى" خطة عمل للبشرية من أجل التنمية المستدامة: جدول أعمال القرن 21 ". ويصف جدول أعمال القرن 21 في أجزاء عديدة أهمية المعلومات بالنسبة لصنع القرار من أجل التصدي على النحو المناسب للتحديات البيئية العالمية. وتعتبر المعلومات الجغرافية الفضائية على وجه الخصوص ذات أهمية حاسمة.
واستجابة لأهداف جدول أعمال القرن 21 واعترافا بالحاجة إلى مزيد من الإسهام في تطوير المعلومات الجغرافية الفضائية، دعت لجنة البيئة البحرية في ذلك الوقت، في العام نفسه، إلى إنشاء مشروع عالمي لرسم الخرائط، وهو مبادرة تعاون دولي لتطوير معلومات جغرافية فضائية عالمية لفهم الوضع الحالي للبيئة العالمية وتغيراتها. وقد عرض هذا المفهوم في مؤتمر الأمم المتحدة الإقليمي الخامس لرسم الخرائط للأمريكتين في نيويورك في عام 1993. وفي الوقت نفسه، اعتمد في هذا المؤتمر القرار الذي يدعو إلى تعزيز تطوير البيانات الجغرافية الفضائية العالمية. وفي أعقاب هذا المؤتمر، اتخذ قرار مماثل  في مؤتمر الأمم المتحدة الإقليمي الثالث عشر لرسم الخرائط لآسيا والمحيط الهادئ في بيجين في عام 1994.
في عام 1996، تأسست اللجنة التوجيهية الدولية لرسم الخرائط العالمية، التي تتألف من رؤساء أو ما يعادلها من، من أجل الترويج لمشروع رسم الخرائط العالمية. وهكذا تشكلت آلية الترويج الدولي. تعمل هيئة المعلومات الجغرافية الفضائية في اليابان كأمانة. في العام التالي، في 1997، التي كانت بعد خمس سنوات من قمة الأرض، عقدت الدورة الاستثنائية التاسعة عشرة للجمعية العامة للأمم المتحدة. وفي الفقرة 112 من القرار الذي اتخذته الدورة التاسعة عشرة للجمعية العامة للأمم المتحدة، وأهمية تهيئة بيئة داعمة لتعزيز القدرات والقدرات الوطنية في مجال جمع المعلومات وتجهيزها، وأشير بوجه خاص في البلدان النامية إلى تيسير وصول الجمهور إلى المعلومات المتعلقة بالقضايا البيئية العالمية إلى جانب ذكر أهمية التعاون الدولي، بما في ذلك رسم الخرائط العالمية، كوسيلة لتنمية البيئة الداعمة.
ونتيجة لهذه الحركة، أرسلت الأمم المتحدة في عام 1998رسالة توصية للمشاركة في المشروع العالمي لرسم الخرائط إلى البلدان المعنية في العالم.وعلاوة على ذلك، في مؤتمر القمة العالمي للتنمية المستدامة (قمة جوهانسبرغ) الذي عقد في عام 2002، أدرج رسم الخرائط العالمية في خطة التنفيذ.

## الوصلات الخارجية
- Global Map web page, GSI (Japan)
- ISCGM web site (Archive only)
- Organizations in cooperation with ISO: ISCGM